# Chiesa di Santa Maria Maddalena (Uggiano la Chiesa)
La chiesa di Santa Maria Maddalena è la chiesa parrocchiale di Uggiano la Chiesa, in provincia di Lecce.

## Storia
L'attuale chiesa fu realizzata nella seconda metà del XVIII secolo sullo stesso sito in cui sorgevano le precedenti, più volte ricostruite. La costruzione della chiesa matrice oscilla tra storia e leggenda. Si racconta che il famoso medico Celestino Cominale fu chiamato a consulto dal re di Napoli Ferdinando I di Borbone per la figlia gravemente malata. Ottenuta la guarigione il re si impegnò ad esaudire qualsiasi desiderio dell'eminente luminare. Il Cominale volle che a beneficiare della generosità del re fosse la popolazione di Uggiano con la costruzione della nuova chiesa matrice, più grande di quella esistente. Tuttavia è più probabile, così come riporta Giacomo Arditi nel suo "La corografia fisica e storica della provincia di Terra d'Otranto" (L'opera che più segnalò la fede e il culto cristiano degli uggianesi si fu quella della chiesa matrice, compiuta nel secolo passato con pie elargizioni dei conterranei, le cure assidue e lo zelo fervente del benemerito arciprete Pasquale Cominale), che la chiesa fu realizzata con fondi e donazioni degli stessi abitanti di Uggiano quando era arciprete Pasquale Cominale.

## Architettura

### Esterno
La facciata, in stile barocco, fu ultimata nel 1775 così come riportato nello stemma presente nel fastigio mistilineo di coronamento.
È divisa in due ordini da un'aggettante trabeazione. L'ordine inferiore è tripartito da lesene con capitelli decorati a foglie e festoni, di cui quattro binate che separano il portale centrale dai due minori, e due poste sugli spigoli esterni. Sul portale centrale campeggia la statua di santa Maria Maddalena. Le lesene proseguono al di sopra della trabeazione fino all'altezza di una cornice, al di sopra della quale mentre le quattro lesene delle piante centrali proseguono inquadrando il finestrone centrale, le altre due lesene laterali sorreggono due volute di raccordo tra ordine inferiore e ordine superiore. Sulle volute sono posizionate le statue di san Pietro e san Paolo. La torre dell'orologio è del 1846.

### Interno

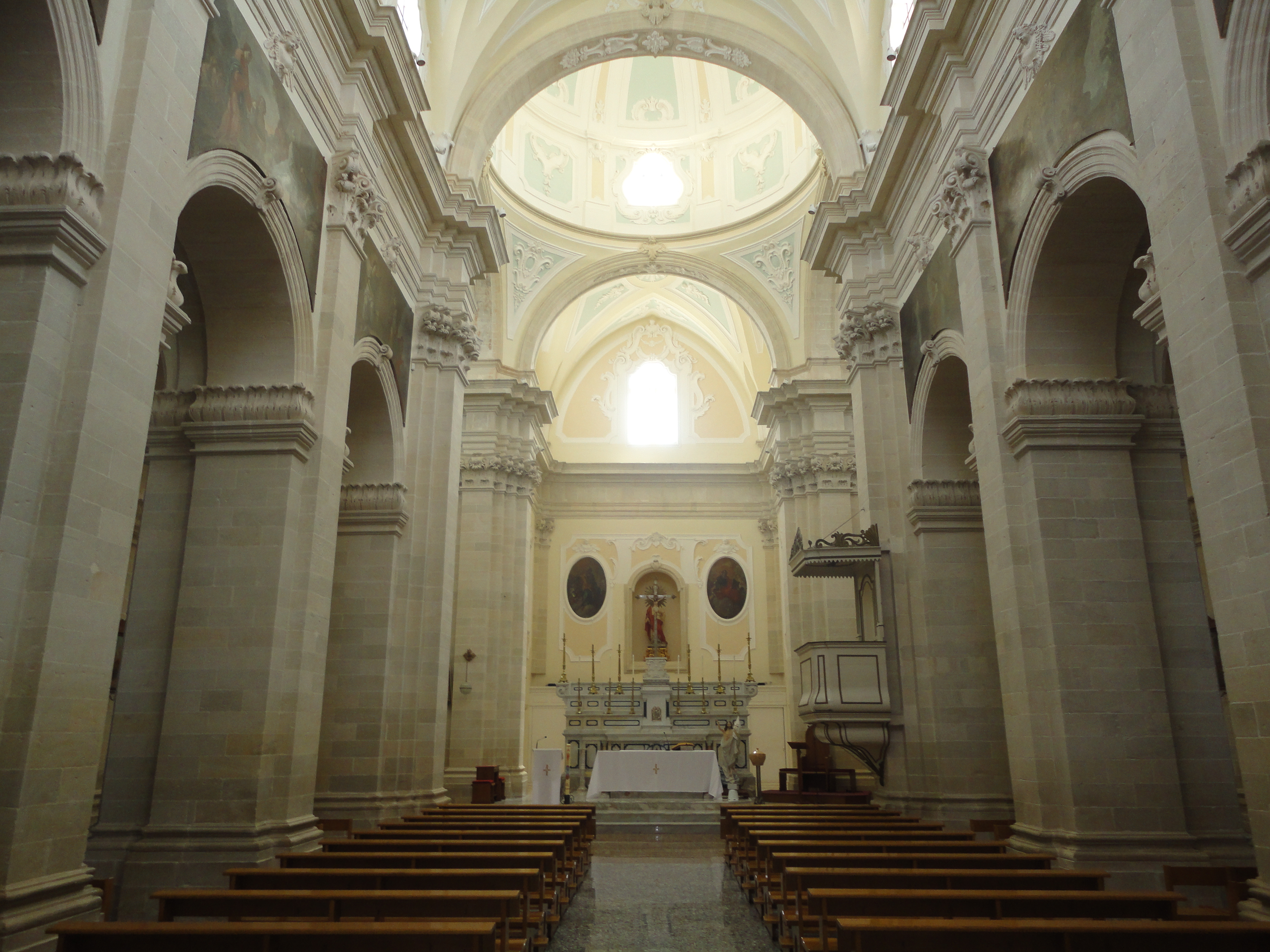
Interno

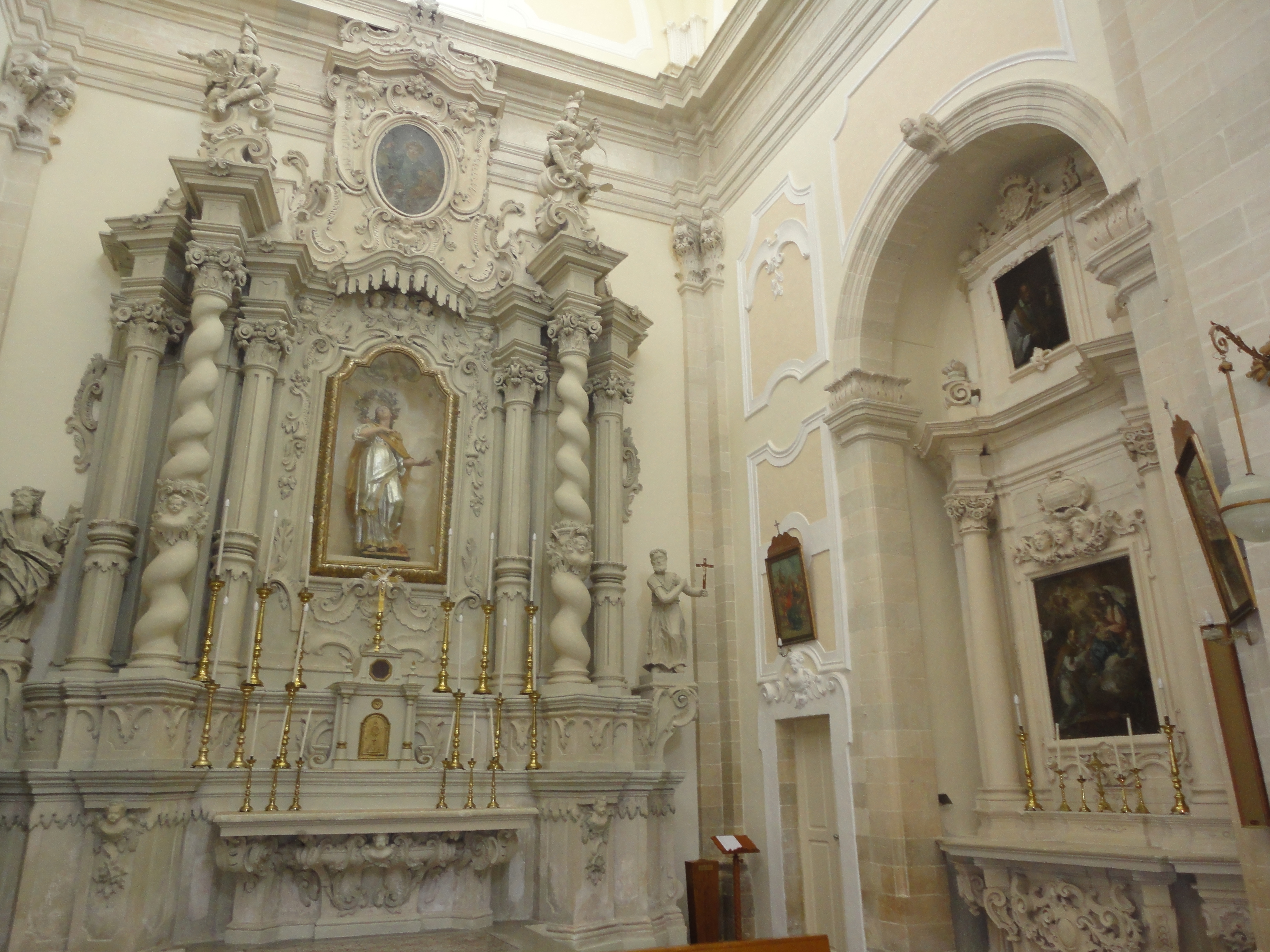
Transetto sinistro

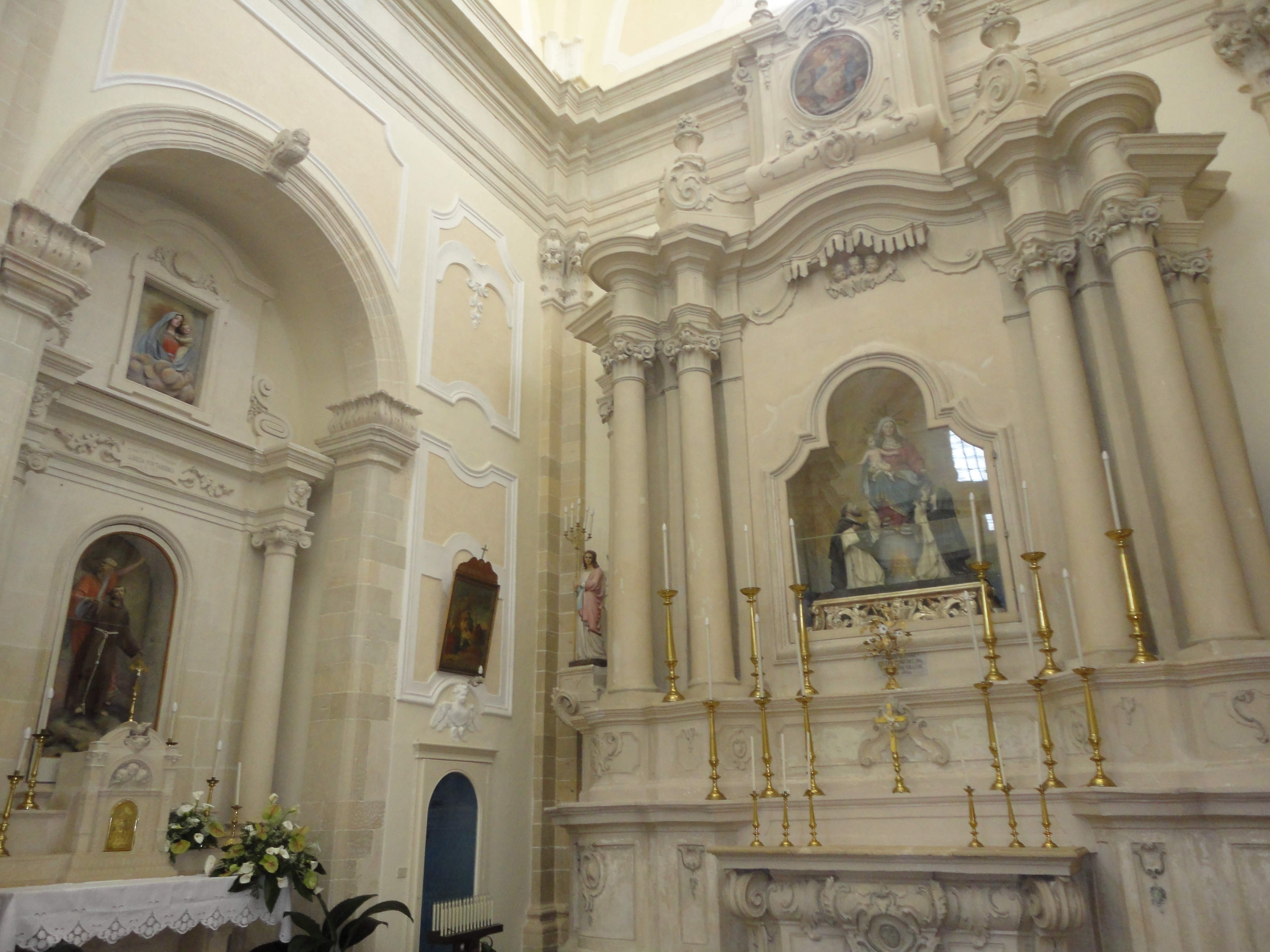
Transetto destro

L'interno presenta un impianto basilicale a tre navate, a croce latina, con tamburo e cupola, e misura 33,8 m in lunghezza e 25,3 m in larghezza. Le volte e la cupola sono decorate a stucco con motivi di gusto rococò (volute, teste di cherubini, festoni per Facebook,per correggere la scrittura tempo accoglieva il Coro in legno intarsiato del 1796 di Raffaele Monteanni da Lequile. Sulla parete sono posizionati due ovali raffiguranti gli Apostoli Pietro e Paolo, opere del pittore leccese Oronzo Tiso. Tra i due ovali, una nicchia contiene la statua in cartapesta del Sacro Cuore, opera di Arturo Zecca di Lecce. L'altare maggiore, originariamente in pietra leccese, nel 1956 fu squadrato e rivestito con marmi bicromi intarsiati. Sul presbiterio si innalza la cupola che, sormontata dal lanternino, poggia sul tamburo circolare e sui pennacchi sferici.

#### Transetto sinistro
- Altare di santa Maria Maddalena

L'altare presenta i motivi classici del barocco locale: colonne tortili, motivi floreali, volute. Sull'altare: statua lignea di santa Maria Maddalena di scuola napoletana della metà del XVIII secolo, restaurata nel 1999. In alto a destra: statua di san Gaetano; in alto a sinistra: statua di sant'Andrea. Al centro in alto: ovale raffigurante san Vito Martire, opera di Oronzo Tiso. Sul tabernacolo: reliquario in argento, di fattura napoletana del Settecento, contenente una reliquia della Santa.
- Altare san Filippo Neri

Sull'altare: olio su tela raffigurante san Filippo Neri in abiti liturgici, riverente verso la Vergine Madre, opera di Oronzo Tiso. Più in alto: quadro di san Francesco Saverio, in cotta e stola, di autore ed epoca ignoti.

#### Transetto destro
- Altare di san Francesco d'Assisi

Sull'altare: altorilievo in cartapesta della scuola di Luigi Guacci di Lecce, raffigurante san Francesco d'Assisi. Sopra: altorilievo in cartapesta raffigurante la Madonna col Bambino.

L'altare presenta elementi di gusto neoclassico ed ha subito agli inizi del Novecento, lavori di ristrutturazione per ricavare la nicchia centrale che contiene la statua in cartapesta della Madonna del Rosario con san Domenico e santa Caterina. In alto: ovale raffigurante la Madonna della Consolazione con sant'Agostino e santa Monica, di autore ignoto del Settecento. L'altare ha ospitato la tela della Madonna del Rosario che ora si trova sulla parete del fonte battesimale.

#### Navate

##### Navata sinistra

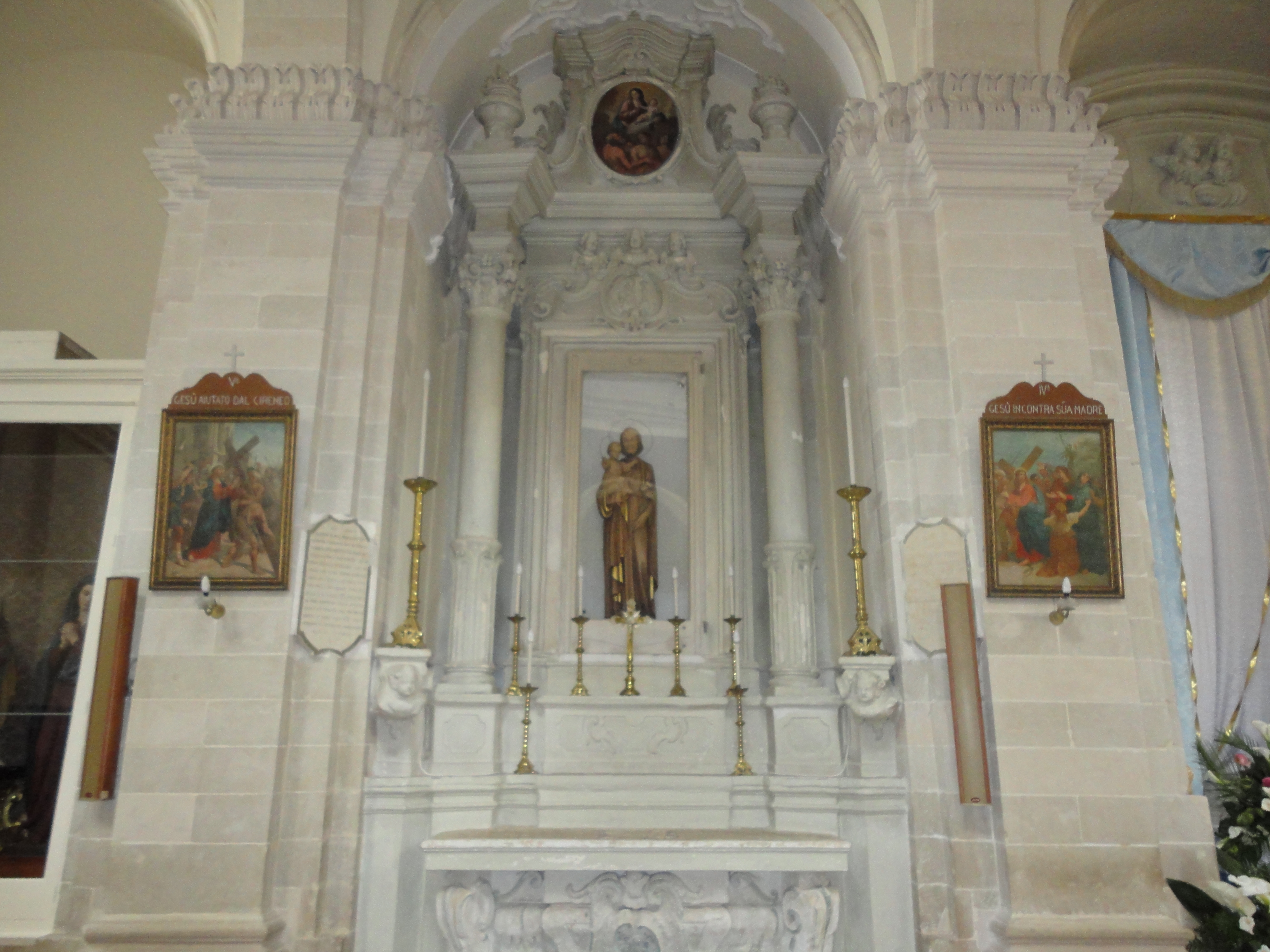
Altare di san Giuseppe

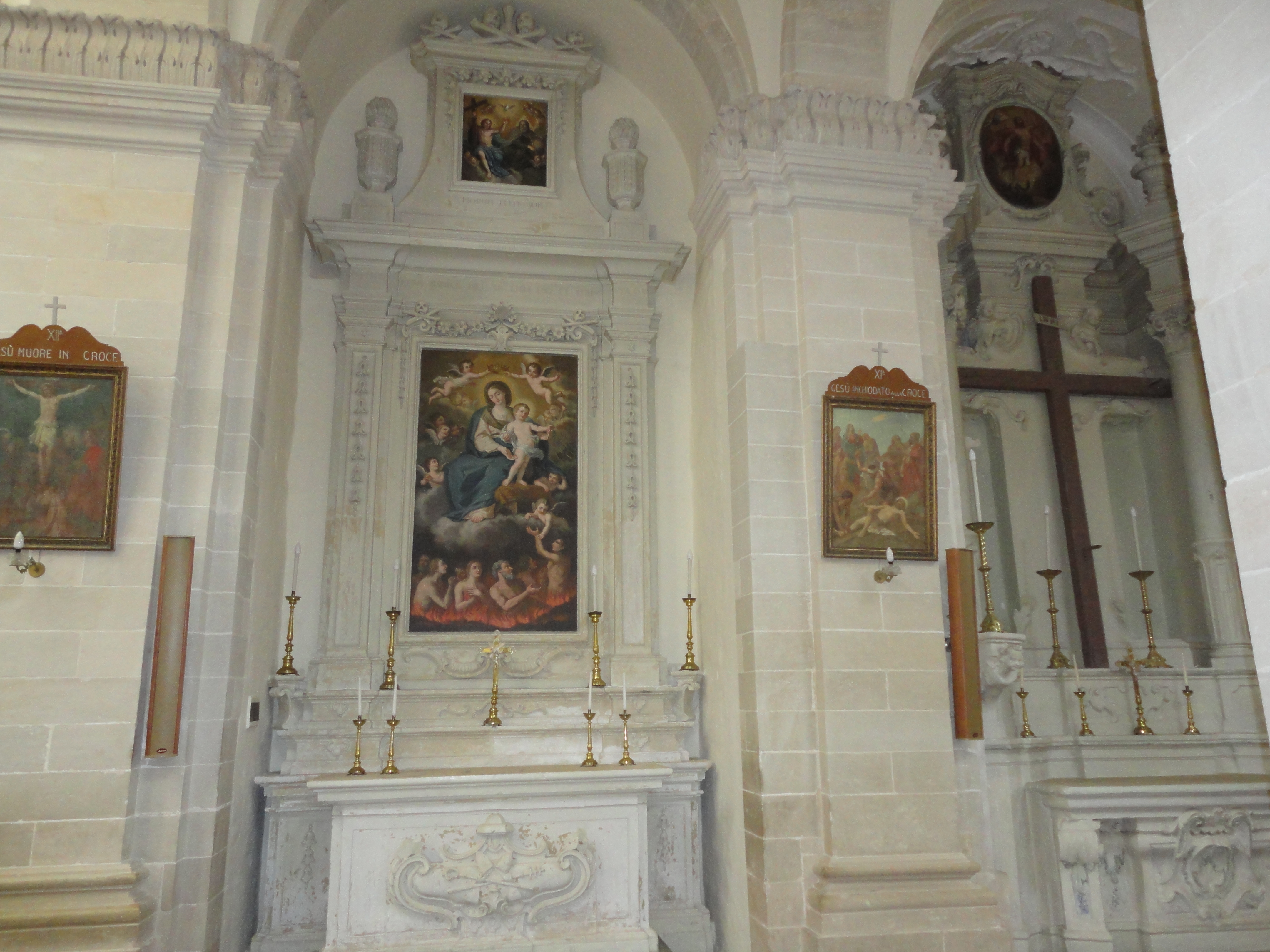
Altari delle Anime del Purgatorio e di Santa Croce

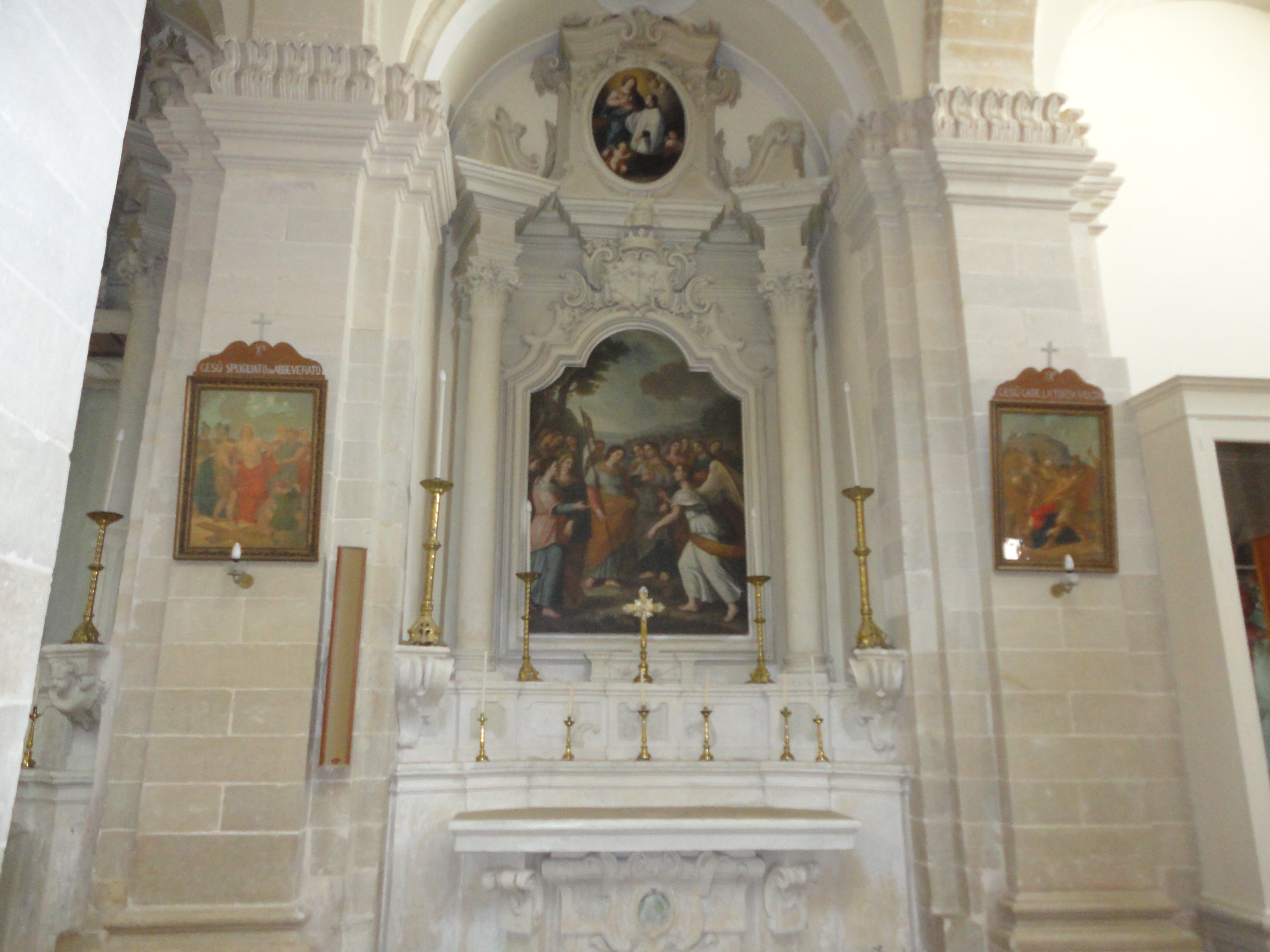
Altare di sant'Orsola

La navata sinistra accoglie il fonte battesimale sul quale è collocata la tella della Madonna del Rosario (1597) opera del pittore Antonio Donato d'Orlando di Nardò. Al centro è la Vergine con intorno le figure di san Domenico di Guzmán, santa Caterina da Siena, Pio V, Filippo II di Spagna con la consorte Anna d'Austria. In basso, in primo piano compare la figura di san Francesco d'Assisi, stigmatizzato, ritratto a mezzobusto. Intorno girano i riquadri dei misteri del rosario: gaudiosi, dolorosi e gloriosi che culminano con l'incoronazione della Vergine. La tela è rimasta, fino ai primi anni del Novecento, sull'altare della Madonna del Rosario. Il quadro è stato restaurato nel 1998.
- Altare di san Giuseppe

Sull'altare: statua lignea di san Giuseppe della scuola di Ortisei, inizio Novecento; in alto: ovale raffigurante la Vergine circondata da angeli e da esseri umani ritratti a mezzobusto, di epoca e autore ignoto. Probabilmente l'altare ha ospitato la tela cinquecenteca della Sacra Famiglia.
- Altare dell'Immacolata Concezione

Sull'altare: tela rappresentante la Vergine Immacolata circondata da angeli, probabilmente opera di Liborio Ricci, della fine del Settecento.

##### Navata destra
- Altare delle Anime del Purgatorio

Sull'altare: tela raffigurante la Vergine che viene incoronata dagli Angeli, con le Anime del Purgatorio. In alto: tela ritraente la Santissima Trinità.
- Altare della Santa Croce

Sull'altare: grande croce in legno. Fino alla fine degli anni sessanta, al posto della croce vi era il quadro della Deposizione di Gesù, ora custodito in sagrestia. In alto: ovale della Resurrezione di autore ed epoca ignoti.
- Altare di Sant'Orsola

Sull'altare: tela di sant'Orsola con le Vergini, probabilmente di epoca cinquecentesca, di autore ignoto; in alto: ovale raffigurante san Luigi, di autore ignoto della prima metà dell'Ottocento.

##### Navata centrale
Nei dipinti che formano il ciclo dedicato a santa Maria Maddalena e commissionati dalla famiglia Cominale, il pittore leccese, Oronzo Tiso, racconta la figura della Santa attraverso episodi tratti sia da testi evangelici che da quelli della tradizione. Ne ha però modificato l'iconografia classica ritraendola con abiti di colore differenti: il mantello rosso, elemento-chiave dell'identificazione del personaggio, diventa color giallo-ocra probabilmente perché l'artista ha voluto come modello la statua lignea del XVIII secolo.
Sulla parete che sovrasta la porta maggiore: quadro di notevoli dimensioni, La cena in casa di Simone. È il primo del ciclo: nel dipinto compaiono sia lo stemma della famiglia committente, sia il ritratto di Celestino Cominale. Sugli architravi, a destra e a sinistra del quadro grande, altri otto quadri del ciclo: Gesù con Marta e Maria: dall'analisi stilistica si evince facilmente che il dipinto non è opera del Tiso, infatti l'autore è Francesco Calò che esegue il lavoro nel 1858. L'unzione di Gesù a Betania, La resurrezione di Lazzaro, L'angelo annuncia alle donne la resurrezione di Gesù. Proseguendo a destra del pulpito: Noli me tangere!, Maria Maddalena nella grotta della Sainte-Baume, Lo sbarco di Maria Maddalena a Marsiglia, La glorificazione di Maria Maddalena.